# Etha burmensis
Etha burmensis là một loài tò vò trong họ Ichneumonidae.